# Małdyty (gromada)
Małdyty – dawna gromada, czyli najmniejsza jednostka podziału terytorialnego Polskiej Rzeczypospolitej Ludowej w latach 1954–1972.
Gromady, z gromadzkimi radami narodowymi (GRN) jako organami władzy najniższego stopnia na wsi, funkcjonowały od reformy reorganizującej administrację wiejską przeprowadzonej jesienią 1954 do momentu ich zniesienia z dniem 1 stycznia 1973, tym samym wypierając organizację gminną w latach 1954–1972.
Gromadę Małdyty z siedzibą GRN w Małdytach utworzono – jako jedną z 8759 gromad na obszarze Polski – w powiecie morąskim w woj. olsztyńskim na mocy uchwały nr 17 WRN w Olsztynie z dnia 4 października 1954. W skład jednostki weszły obszary dotychczasowych gromad Małdyty, Zajezierze, Leśnica i Sambród oraz miejscowości Gumniska Wielkie, Gumniska Małe i Karczemka z dotychczasowej gromady Jarnołtowo ze zniesionej gminy Małdyty w tymże powiecie. Dla gromady ustalono 25 członków gromadzkiej rady narodowej.
1 stycznia 1958 do gromady Małdyty włączono wsie Drynki, Jarnołtowo i Jarnołtówko oraz osadę Przyborowo ze zniesionej gromady Barty, a także wsie Stare Kiełkuły i Wilamowo, osady Barwiny, Dobrocin, Glądy, Kozia Wólka, Naświty, Potajanki, Rybaki, Nowe Kiełkuły i Wilamówko ze zniesionej gromady Dobrocin – w tymże powiecie.
31 grudnia 1967 z gromady Małdyty wyłączono część obszaru PGR Wenecja (101 ha), włączając ją do gromady Słonecznik w tymże powiecie.
30 czerwca 1968 do gromady Małdyty włączono PGR-y Budwity, Budyty, Gizajny i Niedźwiada ze zniesionej gromady Wielki Dwór w tymże powiecie.
Gromada przetrwała do końca 1972 roku, czyli do kolejnej reformy gminnej. 1 stycznia 1973 w powiecie morąskim reaktywowano gminę Małdyty (od 1999 gmina znajduje się w powiecie ostródzkim).